# (38606) 1999 YC13
1999 YC13 (asteroide 38606) é um asteroide troiano de Júpiter. Possui uma excentricidade de 0.06207050 e uma inclinação de 18.27020º.
Este asteroide foi descoberto no dia 31 de dezembro de 1999 por Korado Korlević em Visnjan.